# Кубу

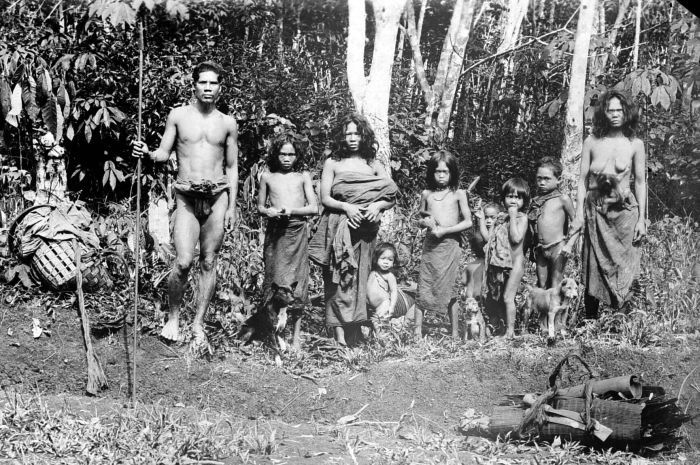

Кубу — группа племен на о. Суматра в Индонезии. Самоназвание — оранг-дарат, люди суши, в противовес оранг-лаутам, людям моря. Численность — около 50 тысяч чел.

## Ареал расселения
Мелкие племена, называющие себя по рекам, на которых живут, разбросаны в разных местах. Южное побережье Малаккского пролива, острова Рупат, Бенкалис, Паданг, Тебингтинги населяют акит, утан, рава и др. Во внутренних районах островов Банка, Белитунг, Риау, Линга живут бенуа, лом, тамбус, в заболоченных низменностях и бассейнах рек Муси и Хари — кубу и гунунги.
Близки племенам мамак, улу, лубу, сеноям и семангам п-ова Малакка.
Известны следующие группы:
- Лубу (Lubu) — 30 тыс. чел. (1981), в провинции Северная Суматра, в районе горы Кулабу, до границы с провинцией Западная Суматра, к северо-западу от города Лубуксикапинг.
- Улу (Ulu) — 4 тыс. чел. (по переписи 1940 года), у подножия горы Букит-Барисан в провинии Риау.

По рекам Кампар, Мандау, Рокан и Сиак живут:
- акиты (Akit, Aket, Akik) — 300 чел. (по переписи 1935 года),
- сакаи (батины; Sakai; не путать с сакаями на Малакке) — 3 тыс. чел. (по переписи 1909 года)
- таланг (Talang)
- тапунг (Tapung)

По рекам Керантан, Гангсал и Ретих
- мамаки (Mamak) — 2 тыс. чел. (по переписи 1929 года)

В устье реки Сиак и соседних прибрежных болотах живут:
- рава (Rawas)
- утан (Orang Utan «люди леса»)

В центре провинции Джамби, в холмистых районах между реками Хари к северо-востоку, Тембеси к северу и Табир к югу, на территории площадью около 2 тыс. км², покрытой лесами, живут:
- дуваблас (Duwablas)
- горные кубу — 6 тыс. чел. (1978),
- оранг-римба (Orang Rimba — «люди леса») — свыше 800 чел. (1979)
- рава (Rawas)

## Национальный быт
Ещё в начале 1980-х исследователи так характеризовали жизнь кубу: Кубу живут на очень низком уровне, в основном за счет того, что дает им лес. Социальная организация проста, основу составляет бродячая группа (локаль), но у некоторых продвинутых племен развит матрилинейный род. Продолжительность жизни — низкая, в среднем — 35-40 лет.
В 10 лет девочки уже выходят замуж, а в 30 — становятся старухами.
Занятия — охота на птиц, грызунов, обезьян, носорогов, тапиров, слонов. Используются духовые ружья, капканы, сети. Основной вид оружия у них — куджур, заостренная бамбуковая палка. Продукты собирательства меняют на ткани, соль и металлические изделия у малайцев. Большая часть кубу практически не имеет контактов с внешним миром, общаясь только с торговцами. На определенное место они приносят смолу дамар, ротанг, гуттаперчу, корицу, воск, шкуры животных. Потом забирают принесенные им товары. Такой вид торговли называется «немой обмен». Немногие кубу перешли к оседлому образу жизни, ассимилируются малайцами.
В одежде используется ткань из луба. Мужчины носят обычно набедренную повязку, женщины — юбку.
Жилище — ветровой заслон или бамбуковый шалаш. Разводят собак и кошек.

## Использованная литература
- Народы и религии мира, под ред. В. А. Тишкова, М., 1998.
- Малые народы Индонезии, Малайзии и Филиппин, ред. Н. Н. Чебоксаров, А. И. Кузнецов, М.:"Наука", 1982.